# Bobo Stenson/Lennart Åberg
Bobo Stenson/Lennart Åberg är ett musikalbum från 2004 med jazzpianisten Bobo Stenson och saxofonisten Lennart Åberg.

## Låtlista
1. Nature Boy (Eden Ahbez) – 4:32
2. Bengali Blue (Bobo Stenson) – 7:12
3. Lisas piano (Lennart Åberg) – 6:22
4. Oslimmad Blue (Lennart Åberg) – 4:54
5. Tonus (Bobo Stenson) – 3:25
6. Gabriella (Lars Gullin) – 6:17
7. Consolation (Kenny Wheeler) – 6:54
8. Trinkle Tinkle (Thelonious Monk) – 4:42
9. Crepescule (Thelonious Monk) – 4:28
10. Catalogue Aria (for Ornette) (Lennart Åberg) – 6:33
11. Tillfälligheternas spel (Bobo Stenson/Lennart Åberg) – 1:16
12. Fragment an sich (Friedrich Nietzsche) – 3:13

## Medverkande
- Bobo Stenson – piano
- Lennart Åberg – sopransaxofon, tenorsaxofon